# Pulvinaria amygdali
Pulvinaria amygdali är en insektsart som beskrevs av Cockerell 1896. Pulvinaria amygdali ingår i släktet Pulvinaria och familjen skålsköldlöss. Inga underarter finns listade i Catalogue of Life.